# Luke Mitrani
Luke Mitrani (ur. 20 lipca 1990) – amerykański snowboardzista, specjalizujący się w konkurencji Halfpipe. Jak dotąd nie startował na igrzyskach olimpijskich, ani na mistrzostwach świata. Najlepsze wyniki w Pucharze Świata osiągnął w sezonie 2009/2010, kiedy to zajął 251. miejsce w klasyfikacji generalnej, a w klasyfikacji halfpipe’u był 83.

## Sukcesy

### Puchar Świata

#### Miejsca w klasyfikacji generalnej
- 2003/2004 - -
- 2005/2006 - 260.
- 2009/2010 - 251.
- 2012/2013 -

#### Miejsca na podium w zawodach
1. Copper Mountain – 12 stycznia 2013 (Halfpipe) - 2. miejsce
2. Park City – 1 lutego 2013 (Halfpipe) - 3. miejsce